# Benjaminia phaeothrix
Benjaminia phaeothrix är en stekelart som beskrevs av David B. Wahl 1989. Benjaminia phaeothrix ingår i släktet Benjaminia och familjen brokparasitsteklar. Inga underarter finns listade.